# Brambach (Dessau-Roßlau)
Brambach ist eine Ortschaft und ein Ortsteil der kreisfreien Stadt Dessau-Roßlau in Sachsen-Anhalt.

## Geografie
Der Ort liegt sieben Kilometer westsüdwestlich von Roßlau (Elbe) und acht Kilometer nordwestlich von Dessau. Die Nachbarorte sind Wertlau im Norden, Neeken im Nordosten, Roßlau im Osten, Ziebigk und Großkühnau im Südosten, Aken (Elbe) im Südwesten, Rietzmeck im Westen sowie Bias und Pakendorf im Nordwesten.

## Geschichte
Am 20. Juli 1950 wurden die Gemeinden Neeken und Rietzmeck nach Brambach eingemeindet.
Mit Wirkung zum 1. Januar 2005 verlor die Gemeinde Brambach die Selbstständigkeit und wurde in die Stadt Dessau eingemeindet.